# گیلان دوز
گیلان دوز یک روستا در ایران است که در دهستان زرج‌آباد واقع شده‌است. گیلان دوز ۱۶۸ نفر جمعیت دارد.